# Battle of the Year
Battle of the Year, obvykle nazývaná BOTY, je každoroční mezinárodní breakdancová soutěž pořádaná od roku 1990. Je považována za nejlepší soutěž v b-boyingu na světě a je označována jako „World Cup of B-Boying“. Regionální kvalifikační turnaje, známé také jako předkola, se konají po celém světě a vyvrcholí v BOTY International, světovém finále, které se v současnosti koná v Sud de France Arena ve francouzském Montpellier.
Prvních třiadvacet sezón byla Battle of the Year týmovou soutěží v takzvaných crew; v roce 2013 přibyla soutěž každý s každým. Od roku 2014 je soutěž každý s každým jedním z deseti turnajů, které jsou součástí World BBoy Series.
Díky této soutěži vznikl v roce 2007 dokumentární film Planet B-Boy a v roce 2013 celovečerní film Battle of the Year, oba režíroval Benson Lee. Pozornost si získala také díky pozitivní podpoře hip-hopové kultury a sociální jednoty.

## Výsledky předchozích Battle of the Year (týmy)
V roce 2006 byly implementovány 2 semifinálové battly, vítězové těchto battleů postoupili do finále. Poražení mezi sebou již nesoutěží, tím pádem neexistuje žádné čtvrté místo.
| Rok  | První místo  | Druhé místo      | Poražení semifinalisté            | Nejlepší vystoupení |
| ---- | ------------ | ---------------- | --------------------------------- | ------------------- |
| 2021 | Jinjo Crew   | The Ruggeds      | Squadron / The Flooriorz          | Jinjo Crew          |
| 2019 | Last Squad   | Artistreet       | Body Carnival / Team Vinotinto    | Artistreet          |
| 2018 | Jinjo Crew   | Foundnation      | Top Coalition / Vagabonds         | Jinjo Crew          |
| 2017 | Flooriorz    | Vagabonds        | Kienjuice / Mortal Combat         | Flooriorz           |
| 2016 | Flooriorz    | Melting Force    | Body Carnival / Kienjuice         | Melting Force       |
| 2015 | Flooriorz    | Kienjuice        | U-Taipei / Doble K.O.             | Doble K.O.          |
| 2014 | Predatorz    | Fusion MC        | Body Carnival / S.I.N.E. Crew     | Fusion MC           |
| 2013 | Fusion MC    | The Ruggeds      | B-Town All Stars / Flooriorz      | Flooriorz           |
| 2012 | Vagabonds    | Flooriorz        | Pockémon / Morning of Owl         | Vagabonds           |
| 2011 | Vagabonds    | Battle Born      | Nine State B-boyz / TPEC          | Vagabonds           |
| 2010 | Jinjo Crew   | Mortal Combat    | Gamblerz / La Smala               | Mortal Combat       |
| 2009 | Gamblerz     | Top 9            | All Area Crew / Phase-T           | All Area Crew       |
| 2008 | Top 9        | T.I.P. Crew      | Formosa / Smokémon                | Top 9               |
| 2007 | Extreme Crew | Turn Phrase Crew | Legiteam Obstruxion / Funk Fellaz | Turn Phrase Crew    |
| 2006 | Vagabonds    | Last For One     | Drifterz / B-Town Allstars        | Vagabonds           |

Do roku 2006 byl samostatný battle o první místo a samostatný battle o třetí místo.
| Rok  | První místo        | Druhé místo        | Třetí místo                   | Čtvrté místo           | Nejlepší vystoupení |
| ---- | ------------------ | ------------------ | ----------------------------- | ---------------------- | ------------------- |
| 2005 | Last For One       | Ichigeki           | Gamblerz                      | Phase-T                | Ichigeki            |
| 2004 | Gamblerz           | Fantastik Armada   | Stuttguard                    | Break the Funk         | Break the Funk      |
| 2003 | Pockémon           | Expression Crew    | Gamblerz                      | Fire Works             | Fire Works          |
| 2002 | Expression Crew    | Vagabonds          | Deep Trip                     | Top 9                  | Vagabonds           |
| 2001 | Wanted             | Team Ohh           | HaviKoro                      | Visual Shock           | Visual Shock        |
| 2000 | Flying Steps       | Waseda Breakers    | Scrambling Feet               | South African Allstars | Waseda Breakers     |
| 1999 | Suicidal Lifestyle | Rock Force         | Bag of Trix                   | The Family             | Spartanic Rockers   |
| 1998 | Rock Force         | The Family         | Phase 2                       | Suicidal Lifestyle     | Spartanic Japan     |
| 1997 | Style Elements     | South Side Rockers | Black Noise                   | Suicidal Lifestyle     | South Side Rockers  |
| 1996 | Toys in Effect     | Enemy Squad        | Wedding B-Boys & Flying Steps | Passo Sul Tempo        | None awarded        |
| 1995 | The Family         | Enemy Squad        | Out of Control                | Flying Steps           | None awarded        |
| 1994 | Vlinke Vuesse      | Enemy Squad        | Always Rockin Tuff            | Crazy Force Crew       | None awarded        |
| 1993 | Always Rockin Tuff | Fresh Force        | Enemy Squad                   | TDB                    | None awarded        |
| 1992 | Battle Squad       | Second 2 None      | Enemy Squad                   | TDB                    | None awarded        |
| 1991 | Battle Squad       | TDB                | Enemy Squad                   | Fresh Force            | None awarded        |
| 1990 | TDB                | Crazy Force Crew   | City Rockers                  | Robot Force            |                     |

## Výsledky předchozích Battle of the Year (jedinci)
| Rok  | Vítěz          | Crew                               | Druhé místo    | Crew                              |
| ---- | -------------- | ---------------------------------- | -------------- | --------------------------------- |
| 2019 | Zeku           | Future Force Crew / Monster B-Boys | Pac Pac        | Bad Trip Crew / Tekken Crew       |
| 2018 | Dany           | Vagabonds                          | Beetle         | Navi                              |
| 2017 | Onel           | Black Out Crew                     | Mowgly         | Marittima Funk                    |
| 2016 | Bruce Almighty | Momentum Crew                      | Nasso          | Melting Force/Arabiq Flavor       |
| 2015 | Menno          | Hustle Kids/Def Dogs/RBBC1AS       | Alkolil        | Original Breakers Circle          |
| 2014 | Alkolil        | Original Breakers Circle           | Kleju          | Funky Masons/Polskee Flavour      |
| 2013 | Menno          | Hustle Kids/Def Dogs/RBBC1AS       | Thesis         | Knuckleheads Cali/Massive Monkees |
| 2012 | Niek           | The Ruggeds                        | Hill           | Unik Breakers                     |
| 2011 | Niek           | The Ruggeds                        | Vicious Victor | MF Kidz/Squadron                  |
| 2010 | Thesis         | Knuckleheads Cali/Massive Monkees  | Alkolil        | Original Breakers Circle          |
| 2009 | Lilou          | Pockemon/RBBC1AS                   | Morris         | Fallen Kings/Rock Force           |

## Formáty kol

### Světové finále
Tento formát zahrnuje za prvé ukázkové kolo, ve kterém všechny crew předvedou rutinu v délce pod šest minut, aby demonstrovaly své schopnosti v různých stylech breakdancu. Rozhodčí hodnotí všechny vystoupení soutěžících týmů na základě určitých kritérií.
Po ukázkovém kole jsou vybrány čtyři nejlepší crew, které se zúčastní playoff bitvy mezi jednotlivými týmy. V semifinále se nejlepší crew utká s crew na 4. místě a crew na druhém místě se utká s crew na 3. místě. Vítězové poté mají mezi sebou battle o prvenství.
Ocenění „Best Show“ je zároveň uděleno crew, která měla nejlépe hodnocené vystupení.

### Hodnotící kritéria
Porotci hodnotí ukázkové kolo na základě dvou hlavních prvků, uměleckého a technického, z nichž každý zahrnuje několik kritérií. Umělecký prvek zahrnuje mimo jiné téma, hudbu, synchronicitu a choreografii. Technický prvek zahrnuje mimo jiné toprock, uprock, footwork a power moves.

### Kvalifikace a předkola
Výherce světového finále je vždy zván přímo na další ročník světového finále k obhajobě titulu. Všechny ostatní crew se kvalifikují prostřednictvím předkol, v minulosti se již párkrát stalo, že crew byla pozvána přímo do finále (obvykle, když v regionu této crew není žádné předkolo).
Kvalifikace směřuje k dvoufázovému systému, který se skládá z předkol jednotlivých zemí, po nichž následují regionální předkola. Historicky každá země měla individuální předkolo a poslala jednu crew do světového finále; země se však v průběhu let stále více regionalizují. Například od roku 2007 existuje nové regionální předkolo BOTY Asia, které pošle 3 nejlepší do světového finále; před rokem 2007 měly země asijské oblasti jako Jižní Korea, Japonsko, Čína a Tchaj-wan své vlastní předkola a do světového finále vyslaly po jedné crew.
Následující tabulka ukazuje regiony a země v regionu a také počet týmů vyslaných do světového finále pro sezónu 2007.
| Region                  | Počet týmů | Členské země |
| ----------------------- | ---------- | --- |
| BOTY Asia               | 3          | Čína, Indonésie, Japonsko, Jižní Korea, Laos, Malajsie, Filipíny, Singapur, Tchaj-wan, Thajsko, Vietnam, Indie* |
| BOTY Balkans            | 1          | Albánie, Bosna a Hercegovina, Bulharsko, Kypr, Řecko, Severní Makedonie, Černá Hora, Rumunsko, Srbsko, Turecko  |
| BOTY Benelux            | 1          | Belgie, Lucembursko, Nizozemsko                                                                                 |
| BOTY Iberica            | 1          | Portugalsko, Španělsko                                                                                          |
| BOTY North East Europe* | 0          | Bělorusko, Estonsko, Lotyšsko, Litva,                                                                           |
| BOTY Scandinavia        | 1          | Dánsko, Finsko, Norsko, Švédsko; členové BOTY North East Europe jsou pozvaní aby se zúčastnili*                 |
| BOTY South East Europe  | 1          | Rakousko, Bosna, Chorvatsko, Maďarsko, Slovinsko, Česko, Polsko, Slovensko                                      |

* Vítěz BOTY India se od roku 2011 zúčastní BOTY Asia
* BOTY North East Europe byla zrušena. 10. července 2007 bylo oznámeno, že členové BOTY North East Europe se mohou zúčastnit BOTY Scandinavia.
** 7. září 2007 bylo oznámeno předkolo BOTY USA ; ale po méně než měsíci bylo zrušeno.

## Media
Oficiální DVD dokumentující událost obvykle vychází několik měsíců po turnaji. Je to trvalý bestseller na webových stránkách pro prodej hip-hopových a breakdancových médií.
Na základě soutěže bylo vytvořeno několik dokumentů, včetně celovečerního dokumentu Planet B-Boy z roku 2007. Film měl premiéru na filmovém festivalu TriBeCa v roce 2007 a 11. listopadu 2008 vyšel na DVD.
Film založený na této soutěži s názvem Battle of the Year byl vydán 20. září 2013. Film režíroval Benson Lee, který produkoval i Planet B-Boy, a v hlavní roli se objevil slavný umělec Chris Brown.
U příležitosti každoroční soutěže vychází od roku 1998 CD/LP s názvem "The Official Battle Of The Year Motion Soundtrack". Obsahuje některé z předních B-Boy funkových umělců jako Mr. Confuse, Cosmic EFI, DJ Nas' D, Esone, Def Cut, Cutmaster GB a DJ Phantom. Obálku nakreslil graffiti umělec Mode 2.